# Кишково-печінкова циркуляція жовчних кислот
Кишково-печінкова циркуляція жовчних кислот (синоніми: портально-біліарна циркуляція жовчних кислот, ентерогепатична циркуляція) — циклічне перетворення жовчних кислот у травному тракті, при якому вони синтезуються печінкою, виводяться у складі жовчі в дванадцятипалу кишку, реабсорбуються в кишці, транспортуються кровотоком до печінки і повторно використовуються при секреції жовчі.

## Синтез жовчних кислот
Первинні жовчні кислоти (холева і хенодезоксихолева) синтезуються в гепатоцитах печінки з холестерину. Жовчні кислоти утворюються в мітохондріях гепатоцитів і поза ними з холестерину за участю АТФ. Гідроксилювання при утворенні кислот здійснюється в ендоплазматичному ретикулумі гепатоцита. Серед жовчі, що виділяється в кишку знову синтезованих жовчних кислот не більше 10 %, решта 90 % — це продукт кишково-печінкової циркуляції жовчних кислот з кишки в кров і в печінку. Швидкість синтезу холевої кислоти у дорослої людини в нормі приблизно 200—300 мг/добу. Швидкість синтезу хенодезоксихолевої кислоти така ж. Сумарний синтез первинних жовчних кислот, таким чином, становить 400—600 мг/добу, що збігається з цифрою добової втрати жовчних кислот з калом і сечею.
Первинний синтез жовчних кислот інгібується (гальмується) жовчними кислотами, присутніми в крові. Проте, якщо всмоктування в кров жовчних кислот буде недостатнім, наприклад, через тяжке ураження кишки, то печінка, яка здатна виробити не більше 5 г жовчних кислот на добу, не зможе компенсувати необхідну для організму кількість жовчних кислот.

Жовчеві кислоти — головні учасники ентерогепатичної циркуляції в людини
Холева
Хенодезоксихолева
Дезоксихолева

Вторинні жовчні кислоти (дезоксихолева, літохолева, урсодезоксихолева, аллохолева та інші) утворюються з первинних жовчних кислот у товстій кишці під дією кишкової мікрофлори. Їхня кількість невелика. Дезоксихолева кислота всмоктується в кров і секретується печінкою в складі жовчі. Літохолева кислота всмоктується значно гірше, ніж дезоксихолева. Урсодезоксихолева, аллохолевая (стереоізомери хенодезоксихолевої і холевої кислот)та інші жовчні кислоти не впливають на фізіологічні процеси через їх вкрай малий об'єм.
Співвідношення холевої, хенодезоксихолевої і дезоксихолевої кислот в жовчі людини в нормі становить 1: 1: 0,6.

## Сполуки з гліцином і таурином
У жовчі жовчного міхура жовчні кислоти присутні головним чином у вигляді кон'югатів — парних сполук з гліцином і таурином. При кон'югуванні холевої, дезоксихолевої і хенодезоксихолевої кислот з гліцином утворюються, відповідно, глікохолева, глікохенодезоксихолева і глікодезоксихолева кислоти. Продуктом кон'югації жовчних кислот з таурином (точніше, з продуктом деградації цистеїну — попередника таурину) є таурохолева,таурохенодезоксихолева і тауродезоксихолева кислоти.
Кон'югати з гліцином в середньому становлять 75 %, а з таурином — 25 % від загальної кількості міхурових жовчних кислот. Відсоткове співвідношення різновидів кон'югатів залежить від складу їжі. Переважання в їжі вуглеводів викликає збільшення кількості гліцинових кон'югатів, білкова їжа, навпаки, збільшує число тауринових кон'югатів.
Кон'югація жовчних кислот забезпечує їх стійкість відносно випадання в осад при низьких значеннях рН в жовчних протоках і дванадцятипалій кишці.
Жовч містить значну кількість іонів натрію і калію, внаслідок чого вона має лужну реакцію, а жовчні кислоти і їх кон'югати іноді розглядають як «жовчні солі».

## У тонкій кишці
Найважливіша роль жовчних кислот у травленні полягає в тому, що з їх допомогою відбувається всмоктування цілого ряду гідрофобних речовин: холестерину, жиророзчинних вітамінів, рослинних стероїдів. При відсутності жовчних кислот всмоктування вищеперелічених компонентів їжі практично неможливе.
Жовчні кислоти є поверхнево-активними речовинами. При перевищенні ними критичної концентрації у водному розчині 2 ммоль/л молекули жовчних кислот утворюють міцели — агрегати, що складаються з декількох молекул, орієнтованих таким чином, що гідрофільні сторони направлені в воду, а їх гідрофобні сторони звернені один до одного. За рахунок утворення таких міцел відбувається всмоктування гідрофільних компонентів їжі.
Також жовчні кислоти захищають холестеролестеразу від протеолітичного впливу ферментів.
Взаємодіючи з ліпазою підшлункової залози, жовчні кислоти забезпечують оптимальне значення кислотності середовища (рН = 6), відмінне від кислотності всередині дванадцятипалої кишки. Емульговані жовчними кислотами компоненти їжі всмоктуються у верхній ділянці тонкої кишки (у перших 100 см), при цьому самі жовчні кислоти залишаються в кишці. Основний об'єм жовчних кислот всмоктується в кров пізніше, головним чином, в клубовій кишці.

## У товстій кишці
У товстій кишці жовчні кислоти розщеплюються під впливом ферментів бактерій кишечника (в кишечнику людини виявлено 8 штамів таких грампозитивних анаеробних лактобактерій), а продукти деградації жовчних кислот, близько 0,3-0,6 г/добу, виділяються з калом.
Хенодезоксихолева кислота за участю 7α-дегідроксилаз перетворюється на літохолеву. Холева, в основному, — в дезоксихолеву. Дезоксихолева всмоктується в кишці в кров і бере участь у кишково-печінковій циркуляції нарівні з первинними жовчними кислотами, а літохолева, через свою погану розчинність, не реабсорбується і виводиться з калом.

## Рециркуляція жовчних кислот
Жовчні кислоти всмоктуються у кишці в кров, через ворітну вену з кров'ю знову потрапляють в печінку і знову секретуються в складі жовчі, тому 85-90 % усієї кількості жовчних кислот, що містяться в жовчі, є жовчними кислотами, що вже раніше «проходили» через кишку. Кількість обертів жовчних кислот печінка-кишка-печінка у людини приблизно 5-6 на добу (до 10). Об'єм жовчних кислот, що циркулюють — 2,8-3,5 г.